# Готгейль, Густав
Густав Готгейль (1827—1903) — раввин; один из участников еврейского реформационного движения в XIX веке.

## Биография
Густав Готгейль родился в 28 мая 1827 года в городке Пневы. Талмудическое образование получил у познанского раввина Соломона Плесснера, а общее в Берлинском университете и университете Галле. Впоследствии Готгейль продолжал заниматься еврейской наукой у Цунца и Штейншнейдера, получил раввинский диплом от Самуила Гольдгейма и в 1855 году стал его помощником в берлинской реформированной общине.
В 1860 году он занял пост раввина в реформистской общине британских евреев в Манчестере.
В 1871 году Г. Готгейль принимал участие в лейпцигском синоде.
В 1873 году Густав Готгейль занял пост раввина в Нью-Йорке при храме Эммануель, где содействовал учреждению богословской семинарии.
В 1886 году он издал молитвенник (Jewish Hymn-Book), содержащий не только традиционные еврейские, но и некоторые гимны христианского происхождения; молитвенник этот вошел в общее употребление во многих американских реформированных общинах.
В 1889 году Готгейль основал благотворительное «общество сестер для непосредственных услуг», явившееся образцом для ряда подобных учреждений. Готгейль также учредил союз восточно-американских раввинов, был вице-президентом американской федерации сионистов и одним из членов совета Еврейского союзного института в Цинциннати. Он был одним из учредителей Нью-йоркской государственной конференции религий, принимая участие в издании «Book of common prayers» («Книга общих молитв»).
Несмотря на свои реформаторские взгляды, Готгейль энергично протестовал против мысли Эмиля Густава Хирша ο перемене субботы на воскресенье, называя эту идею лжеучением, недостойным еврейского проповедника:
«Мы произносим проповеди и праздничные молитвы по воскресеньям, — говорили они, — потому, что многие евреи не имеют возможности соблюдать субботу, но в глубине души мы все должны признать, что суббота истинный святой день недели, завещанный с горы Синая, и придет время, когда евреи всего земного шара будут в состоянии соблюдать святость субботнего дня».
В 1892 году Густав Готгейль был представителем от евреев в парламенте религий в городе Чикаго.
Готгейль написал книги «Sarah» и «Sun and Shield» (Нью-Йорк, 1896), где излагает свои взгляды на сущность иудаизма. Он также помещал статьи в разных периодических печатных изданиях и сборниках.
В 1899 году он оставил должность раввина.
В день семидесятилетия Готгейля в Колумбийском университете была учреждена в честь юбиляра кафедра семитических языков «Gustav Gottheil lectureship in semitic languages».
Густав Готгейль умер 15 апреля 1903 года в городе Нью-Йорке.